# Тимофєєв Петро Тимофійович
Петро Тимофійович Тимофеєв (11 жовтня 1952 року, Горлівка — 11 лютого 2017 року, Донецьк) — український учений, філолог, фольклорист.

## Біографія
Народився в Горлівці. Батьки були вихідцями з села Торське. Батько — Тимофій Петрович, за національністю росіянин, коваль. Мати — Марія Лук'янівна, українка, працювала на хлібокомбінаті.
У 1970 році П. Т. Тимофеєв вступив на філологічний факультет Донецького національного університету.
У 1976 році вступив на роботу до Донецького медичного інституту.
З листопада 1976 по листопад 1977 року служив у Радянській Армії в Москві.
У 1985 році він закінчив стажування на Департаменті літературної та мистецької критики та публіцистики Московського державного університету ім. М. В. Ломоносова.
З 1980 року і до кінця життя працював у Донецькому національному університеті.

## Сфера інтересів ученого
Більше сорока років життя присвятив вивченню культури рідного краю: збирав фольклор Донбасу, Приазов'я (у грецьких поселеннях Донбасу і Криму), а також Верхнього Дону та Похопір'я (козацькі хутори та станиці).
Багата і різнопланова сфера інтересів вченого. Він писав про природу формульности і варіативності фольклорних жанрів, народжених у середовищі Донбасу [1, 2, 7], про поетику українських дум, займався питаннями образності мови легенд, казок та оповідань греків-урумів та греків-румеїв[6].
На початку 70-х років XX століття Петро Тимофійович здійснив перші експедиції до Дон, результати яких дозволяли в подальшому розширити наукове вивчення Верхнього Дона.
У цей час ученого починає непокоїти взаємозв'язок історії та культури народу, зміст традиційних знань, природа словесних форм народного мистецтва.
Результатом багатьох років експедиційної роботи стала книга «Матеріали міжнародних студентських фольклорних та етнографічних експедицій Національного університету Донецька на Верхній Дон»[8].

## Творчий шлях
У 1970 році він вступив на філологічний факультет Донецького національного (тоді державного) університету. У 1975 році, закінчивши навчання, він деякий час працював учителем російської мови та літератури в Загалецькій середній школі Бородянського району Київської області. У 1976 році він вступив на роботу до Донецького медичного інституту. З листопада 1976 по листопад 1977 року служив у лавах Радянської Армії в Москві.
Після демобілізації повернувся до медичного інституту викладачем кафедри російської мови. З 1980 року до останніх днів Петро Тимофійович працював у Донецькому національному університеті. Викладав фольклор, стародавню російську літературу, читав спецкурси з міфології, міфопоетики літературного твору та авторського ідіостилю російських письменників та поетів.
Визначною подією на шляху становлення вченого став вихід у 1987 р. у «Молодій гвардії» книги «Добрі справи не зникають»[1]. Це перше видання текстів усної народної творчості Донбасу, фольклорний збірник народних ліричних і шахтарських пісень, легенд, частівок, прислів'їв і приказок, казок, записаних Петром Тимофеєвим у період із 1980 по 1986 рік. Книга була удостоєна премії ім. А. В. Іонова. Незабаром був підготовлений і побачив світ другий збірник фольклору Донбасу — «Легенди шахтарського краю» (1988).
Вивчення Петром Тимофеєвим пізнього піснетворчості робітників Донбасу відображено в статтях різних років: «Пісенний репертуар робітників Донбасу 1921—1925 рр.» (1991), «Варіативність і сюжетоскладання пізньої піснетворчості» (1992), «Принципи жанроутворення в робітничих піснях початку XX століття» (1995), «Нетрадиційні» формули в поетиці пізньої піснетворчості робітників (1995), «Традиції пісенної ліри XVIII століття та міський романс» (1996).
3 грудня 1996 року у спеціалізованій вченій раді Київського університету ім. Тараса Шевченка Петр Тимофійович захистив кандидатську дисертацію на тему «Пісенний фольклор робочого середовища Донбасу (на матеріалі записів 20-х рр. XX ст.)», у якій досліджував формульну природу варіативності пісенної творчості, описав жанрово-тематичне своєрідність шахтарських пісень. Багато текстів були опубліковані вперше.
Після захисту дисертації Петро Тимофійович продовжив дослідження фольклору Донбасу і видав ряд робіт: «Обрядовий та шахтарський фольклор» (2000), «Шахтарський фольклор» (2001), «Шахтарські частівки» (2001), «Шахтар — чемпіон! З фольклору вболівальників „Шахтаря“» (2003), «Донецький ігровий фольклор Донбасу в сучасному записі П. Т. Тимофєєва і Т. А. Єрохіноїю (червень — серпень 2004 року)» (2005), «Протекших днів зачарування… (казки, пісні, частівки, прислів'я Донбасу, записані Петром Тимофеєвим)» (2008) [7].
Петру Тимофійовичу також належать дослідження українського фольклору: «Структурний аспект дослідження українського героїчного епосу» (1999), «Сучасна текстологія українського епосу» (2000), «Автограф статті „Українське кобзарство“ Дмитра Яворницького» (2001), «Частиномовний словник українських духовних віршів (псальмів)» (2002), «Частиномовний словник українських голосінь» (2002), «Імпровізація та новотворення кобзаря М. Кравченка» (2002) та ін. Об'єктом дослідження у докторській (на жаль, не захищеній) дисертації талановитого вченого стали структурні особливості жанру дум, питання текстології українського епосу.
Важливе місце в науковій діяльності Петра Тимофійовича займали дослідження культури греків-урумів і греків-румеїв. Приазовські греки, що зберегли рідну мову, їхня культура і традиції цікавили вченого впродовж усього життя. Проміжним підсумком роботи стало видання монографії «Стара Ласпа: поетичні традиції народної культури греків-урумів»[6], яка здобула безліч нагород, у тому числі міжнародних.
Донський край і його культура стають центральною темою робіт вченого: «Епічна традиція на Верхньому Дону» (1999), «Традиція усна та письмова» (2000), «Фольклорні традиції басейну річки Хопер» (2001), «Нариси історії Донського краю» (2001) та ін. Багато років Петро Тимофійович присвятив польовій роботі, зробив значний внесок у польове і теоретичне вивчення фольклору та народної культури Донського краю.
Унікальною є книга П. Т. Тимофєєва «Хопер: історія, побут, культура»[3], видана в Калінінграді 1998 р., ілюстрована відомим художником С. А. Гавриляченком. Уперше у вітчизняній фольклористиці розглядається традиційний уклад життя, поетична культура верхового козацтва басейну річки Хопер.
У 2013 р. вийшла у світ колективна монографія під загальною редакцією Петра Тимофійовича Тимофєєва «Матеріали міжнародних студентських фольклорно-етнографічних експедицій Донецького національного університету на Верхній Дон (Волгоградська і Ростовська області: 2001, 2003, 2005—2007, 2010—2012 рр..)» [8]. Книга містить унікальні записи фольклорних текстів, представлені за тематичним принципом: донська весілля, демонологія, забобони і прикмети, замовні форми, снотлумачна традиція, а також пісенну спадщину станиць Верхнього Дону.
У 2013 р. Петро Тимофійович у співавторстві з магістрантом Ксенією Журавель видає книгу «Родовід сім'ї Дебелих»[9] — єдине у своєму роді історико-філологічне генеалогічне дослідження.
Основним напрямком роботи останніх років життя вченого стали культурні ландшафти станиць Верхнього Дону і храмове будівництво на Дону. За цими темами провадилася велика робота в архівах Москви та Санкт-Петербурга, Ростовської і Волгоградської областей.

## Список основних робіт вченого
1. Добрые дела не исчезают: Фольклор. сб. / Под ред. Пётр Тимофеев; [Худож. В. Юдин]. — М. : Молодая гвардия, 1987. — 142 с.
2. Тимофеев П. Т. Песенный фольклор рабочей среды Донбасса (на материале записей 20-х гг. XX ст.) / Диссертация на соискание ученой степени кандидата филологических наук по специальности 10.01.07. — фольклористика. Киевский университет имени Тараса Шевченко. Киев, 1996.
3. Тимофеев П. Т. Хопёр: история, быт, культура / П. Т. Тимофеев; [Худож. С. Гавриляченко]. — Калининград: Янтарный сказ, 1998. — 222 с.
4. Тимофеев П. Т. Эпическая традиция на Верхнем Дону / П. Т. Тимофеев // Возникновение казачества и становление казачьей культуры / Сб. научных работ. — Ростов-на-Дону: Издательство Ростовского госуниверситета, 1999. — С.29-31.
5. Тимофеев П. Т. Фольклорные традиции бассейна реки Хопёр / П. Т. Тимофеев // Филологические исследования / Сб. научн. трудов. Вып. 2. — Донецк: Юго-Восток, 2000. — С.147-155.
6. Тимофеев П. Т. Старая Ласпа: поэтические традиции народной культуры греков-урумов. Исследование, тексты, приложение / П. Т. Тимофеев, И. В. Пуды; Донецкий национальный университет. — Донецк: ООО «Юго-Восток, Лтд», 2005. — 116 с.
7. Протекших дней очарованье…: сказки, песни, частушки, присловья Донбасса, записанные Петром Тимофеевым / [сост., авт. вступ. ст., подгот. текстов, слов. П. Т. Тимофеева]. — Донецк: Донбасс, 2008. — 219 с.
8. Материалы международных студенческих фольклорно-этнографических экспедиций Донецкого национального университета на Верхний Дон (Волгоградская и Ростовская области: 2001, 2003, 2005—2007, 2010—2012 гг.): монография / [П. Т. Тимофеев и др.]; под общ. ред. П. Т. Тимофеева; Донец. нац. ун-т. — Донецк: Юго-Восток, 2013. — 383 с.
9. Тимофеев П. Т. Родословная семьи Дебелых / П. Т. Тимофеев, К. С. Журавель. − Донецк: Юго-Восток , 2013—222 с.